# Образование в Гибралтаре

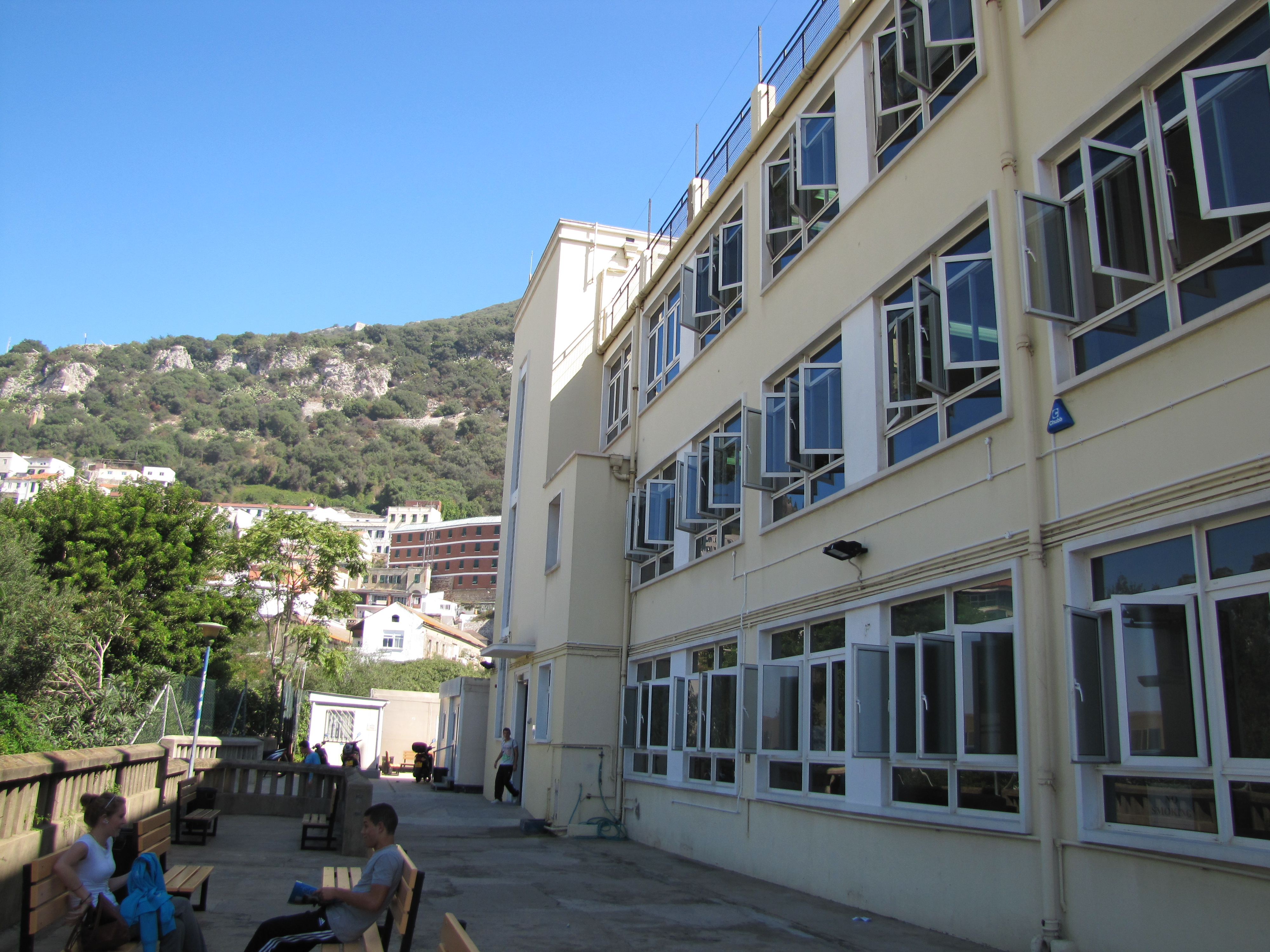
Фасад Гибралтарского колледжа

Образование в Гибралтаре основано на английской образовательной системе с трёхуровневым образованием и системой ключевых ступеней.

## Начальное образование
Первый год обучения начинается в детском саду для детей 3–4 лет и является необязательным. Обязательное начальное образование получают дети с 4 лет. В него входят год дошкольного образования, начальная и средняя школы. Полная длительность начального образования (англ. Primary Education) — 8 лет.

## Среднее образование
В возрасте 12 лет гибралтарские школьники переходят на раздельное обучение в средней школе. Четырёхлетний курс заканчивается получением сертификата об общем среднем образовании (англ. General Certificate of Secondary Education), последние экзамены сдаются в возрасте 16 лет. Сертификат отражает знания школьников нескольким предметам, в общей сложности — до десяти, из которых пять являются обязательными: английский язык, испанский язык, математические дисциплины, научные дисциплины, религиозные дисциплины. Далее школьники могут выбрать продолжение обучение по «шестой форме», включающее дополнительные два года углублённого изучения предметов в той же школе и гарантирующие оценку выше среднего (не ниже «C») по четырём предметам (как правило, в число предметов входят английский и математика). По окончании каждого когда школьники сдают экзамены. Одновременно можно углублённо изучать до четырёх предметов.

## Школы и колледжи Гибралтара
В Гибралтаре действует 15 государственных школ, школа Министерства обороны Великобритании и одна частная школа.
Дополнительное образование предоставляет Гибралтарский колледж (англ. Gibraltar College).

## Высшее образование

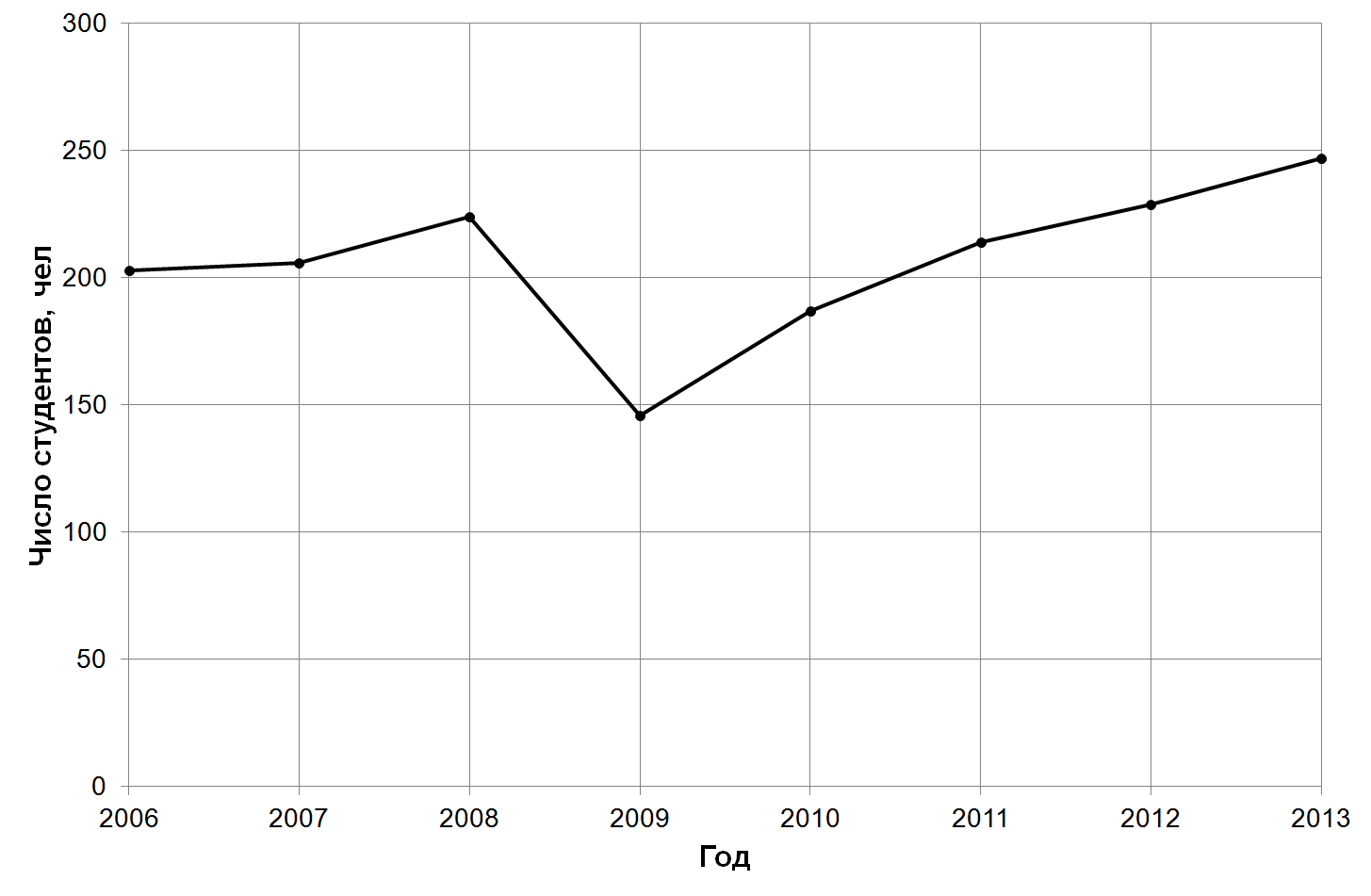
Поступление гибралтарских студентов в университеты Великобритании в с 2006 по 2013 годы

Гибралтар не имеет собственных постоянно действующих институтов, обеспечивающих высшее образование (англ. Higher Education). Для получения учёной степени гибралтарская молодёжь должна либо выезжать за пределы страны, либо пройти дополнительное обучение на курсах, без официального получения степени. Правительство Гибралтара предоставляет студентам гранты для обучения в университетах Великобритании. Все гибралтарские студенты берут образовательный кредит, который затем возмещается из средств правительства. В 2013 году 247 студентов из Гибралтара поступили в университеты Великобритании , что является наивысшим показателем за все годы. Правительство предпринимает действия по созданию собственного университета.

## Преподавание
Преподаватели Гибралтара проходят обучение в университетах и колледжах Великобритании. Гибралтарские студенты могут пройти дополнительные курсы во время обучения по основной специальности, чтобы получить квалификацию преподавателя. К преподаванию в Гибралтаре допускаются обладатели сертификата, выданного Департаментом образования Великобритании.